# Flößerbrücke
Le pont de Flößerbrücke est un pont routier de Francfort-sur-le-Main, en Allemagne.
Il franchit le Main pour relier Sachsenhausen au centre-ville de Francfort.
L'ouvrage a été réalisé à partir de 1984 et ouvert à la circulation en 1986.

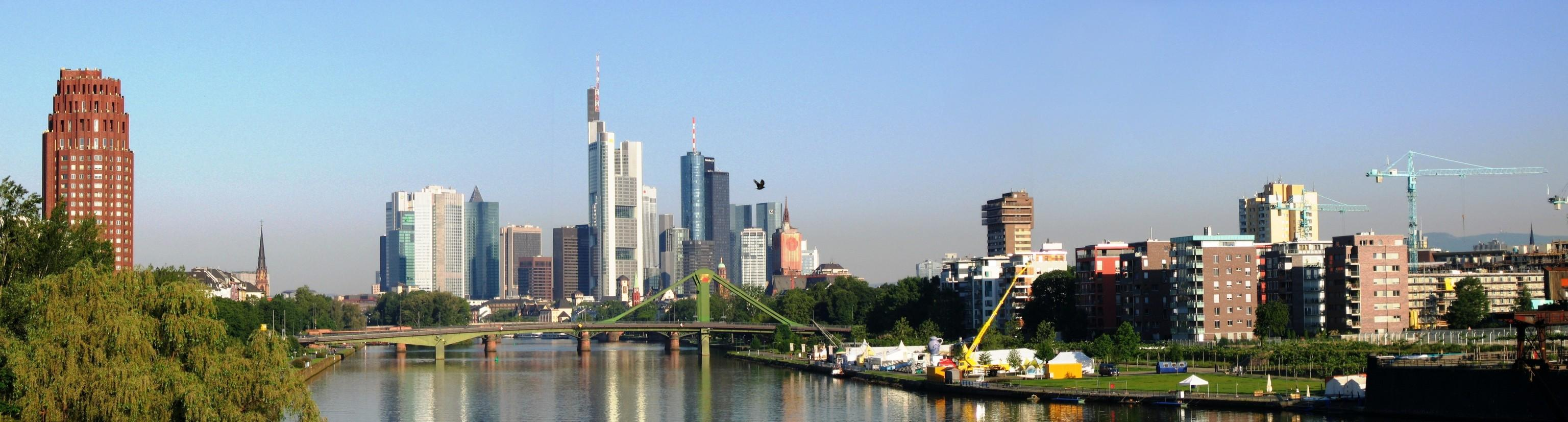
Le Flößerbrücke.